# چیمبر پاپ
چیمبر پاپ (که بعضی اوقات اورک-پاپ نامیده می‌شود، مخفف " pop orchestral pop ") یک سبک از موسیقی راک است. هنرمندانی مانند برت بکراک و برایان ویلسون از بیچ بویز (به ویژه آلبوم پت ساوندز در سال ۱۹۶۶) از بنیان اولیه این سبک الهام گرفتند.